# Никсон, Хэмми
Хэмми Никсон (англ. Hammie Nixon, имя при рождении — Хэмми Никкерсон, Hammie Nickerson; род. 22 января 1908, Браунсвилл, Теннесси, США — 5 июня 1977, Браунсвилл, Теннесси, США) — американский блюзовый певец и исполнитель на губной гармонике (также играл на джаге, казу и гитаре). Работал с Слипи Джоном Эстесом, Литтл Бадди Дойлом, Ли Грином, Чарли Пиккеттом и Соном Бондсом.

## Биография
Хэмми Никсон (при рождении Никкерсон) родился 22 января 1908 года в Браунсвилле, Теннесси. Никсон рано осиротел и он воспитывался в белой семье, которая купила ему губную гармонику и казу. В возрасте 11 лет он познакомился на пикнике с Слипи Джоном Эстесом, с которым впоследствии у Никсона сложилось музыкальное сотрудничество, одно из наиболее длительных в истории блюза. Никсон женился на старшей дочери Эстеса, Вирджинии, у пары родился сын по имени Джонни. Помимо этого, Никсон играл с гитаристом Хэмбоуном Вилли Ньюбёрном, кузеном Эстеса, а также учился технике игры на губной гармонике у Ноа Льюиса. С 1930-х до начала 1960-х годов играя вместе с Эстесом в районе Браунсвилла, Хэмми часто путешествовал между Югом и Чикаго. Он утверждал, что записывался для лейбла Victor с Эстесом в Мемфисе в 1929 году, но Эстес эту информацию не подтвердил. В любом случае, в 1934 году Никсон сделал записи, играя на губной гармонике и джаге с Соном Бондсом (который тоже был родом из Браунсвилла) на лейбле Decca и в 1935 году с Эстесом на Champion, обе — в Чикаго. Два года спустя Никсон записал ещё песни с Эстесом в Нью-Йорке снова на Decca. На той же сессии он аккомпанировал Чарли Пиккетту (родом из Браунсвилла) на губной гармонике и Ли Грину на джаге. Иногда в 1930-х годах гастролировал с шоу Доктора Грэма «Medicine Show».
В 1940-х Никсон аккомпанировал Эстесу на записях для Ora Nelle и Ebony в Чикаго; потом не занимался музыкой до 1962 года, работая в Мемфисе и Чикаго. После обнаружения Эстеса в начале 1960-х музыкальная карьера Никсона также возобновилась. В этот период Никсон и Эстес записали дуэтом или при участии других музыкантов серию альбомом для Delmark Records Боба Кёстера, а также сессию для Bea&Baby. Они активно гастролировали в США и Канаде, приняли участие в джазовом фестивале в Ньюпорте в 1964 году. Выступали в Европе как участники Американского фолк-блюзового фестиваля; записали альбомы на Fontana и Storyville. В 1972 году Никсон записал свой первый сольный альбом на итальянском лейбле Albatros. Затем последовали многочисленные концерты с Эстесом, среди которых наиболее важными были туры с Memphis Blues Caravan и выступления на джазовом фестивале в Ньюпорте и фестивале Американской народной жизни.
В 1970-х Никсон и Эстес дважды выступили с концертами в Японии (в любимой стране Хэмми), где также записали альбом для Trio-Delmark. После смерти Эстеса в 1977 году Хэмми намеревался уйти из музыки, но его переубедил Дэвид Эванс и он присоединилсяк к джаг-бэнду, где играл на губной гармонике и пел. В этом коллективе под названием «Beale Street Jug Band», где Эванс играл на гитаре, Никсон выступал на местных фестивалях, а также отправился в несколько туров по стране и за границу. В 1984 году записал свой второй студийный альбом Tappin' That Thing на студии High Water Recording Company.
Умер 17 августа 1984 года в возрасте 76 лет по дороге из Браунсвилла в Джексон, Теннесси. Похоронен на кладбище Розенвальд в Браунсвилле, Теннесси.

## Дискография

### Альбомы
- Tennessee Blues Vol. 3 (Albatros, 1977)
- Tappin' That Thing (High Water Recording Company, 1984)

### Синглы
- «Trouble Trouble Blues»/«Tennessee Worried Blues» (Decca, 1934)
- «It’s a Good Place to Go»/«Bottle Up and Go» (High Water, 1984)